# Баранець фуезький
Баранець фуезький (Gallinago stricklandii) — вид сивкоподібних птахів родини баранцевих (Scolopacidae).

## Назва
Вид названо на честь англійського геолога, орнітолога та систематика Г'ю Едвіна Стрікленда (1811—1853).

## Поширення
Птах розмножується в південній частині Чилі та Аргентини на південь до Вогняної Землі. Популяція Вогняної Землі зимує на материковій частині Чилі. Повідомляється, що він розмножувався на Фолклендських островах, але існує лише один недавній запис, а в історичних документах йдеться про втрачений екземпляр сумнівної ідентичності.
Мешкає в трав'янистих і лісистих болотистих районах з низьким чагарником, часто в мозаїці трав'янистих боліт, бамбукових і покритих лишайниками карликових лісів, а іноді і на болотах з подушкоподібними рослинами на висоті до 4200 м над рівнем моря.

## Опис
Птах має довжину від 35 до 36 см, з яких 8-10 см припадає на дзьоб. Оперення верхніх частин від коричневого до каштанового кольору з чорними та вохристо-рудими плямами. Нижня частина має відтінки від світло-коричневого до коричневого. Ноги сірувато-рожеві.

## Спосіб життя
Харчується комахами та черв'яками, яких знаходить у мулі своїм довгим дзьобом. Гніздиться в грудні на краю боліт. Самиця відкладає два яйця оливкового кольору з невеликими коричневими плямами та деякими світло-сірими ділянками.